# Bibliothek am Luisenbad

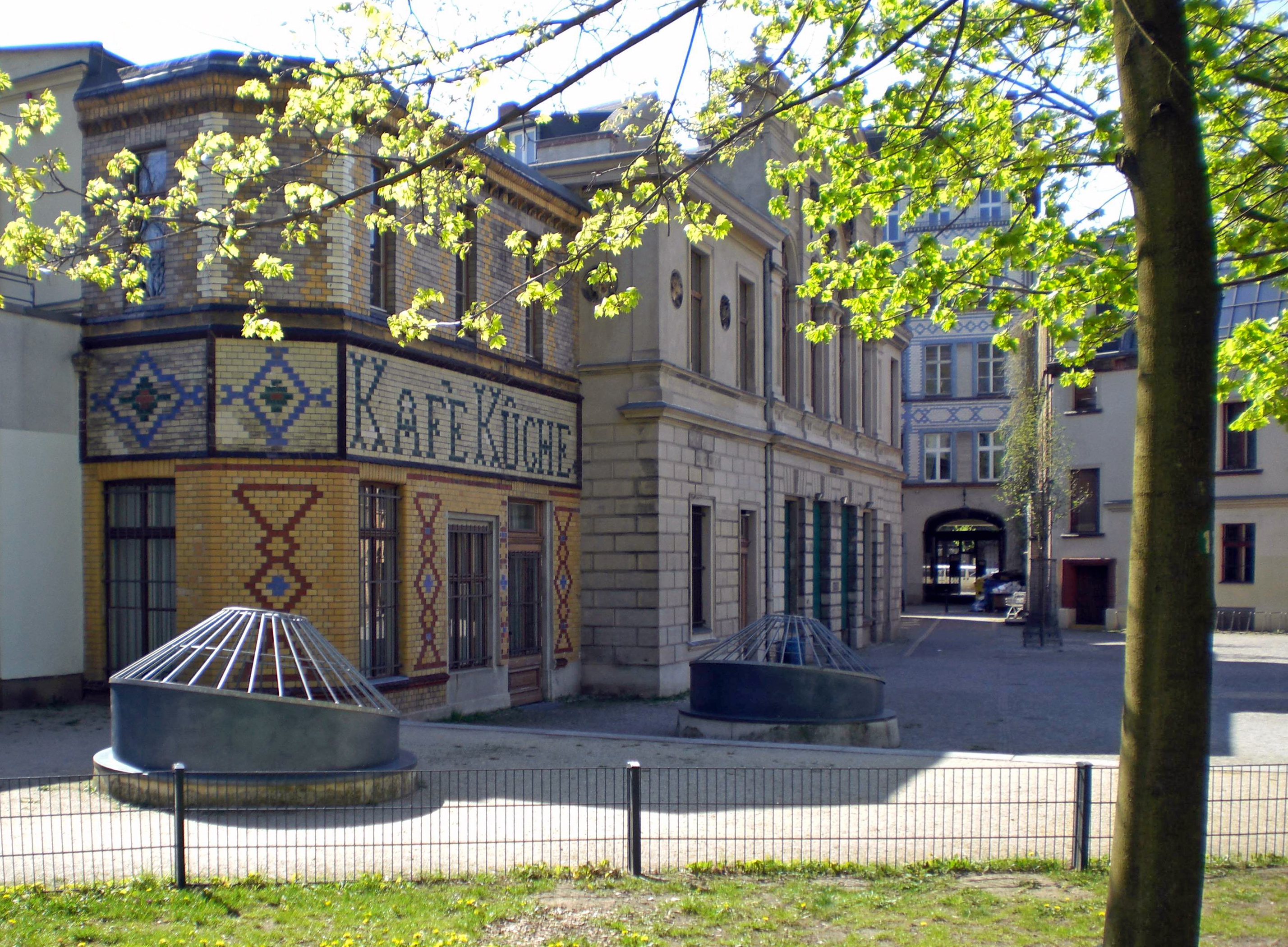
Bibliothek am Luisenbad – Vestibül und Kaffeeküche

Die Bibliothek am Luisenbad (ⓘ) ist eine öffentliche Bibliothek im Berliner Ortsteil Gesundbrunnen. Die Bibliothek befindet sich seit 1995 im ehemaligen Gebäude des Marienbads, einer Badeanstalt direkt an einer Heilquelle. Organisatorisch gehört die Bibliothek zur Stadtbibliothek Berlin-Mitte.

## Geschichte

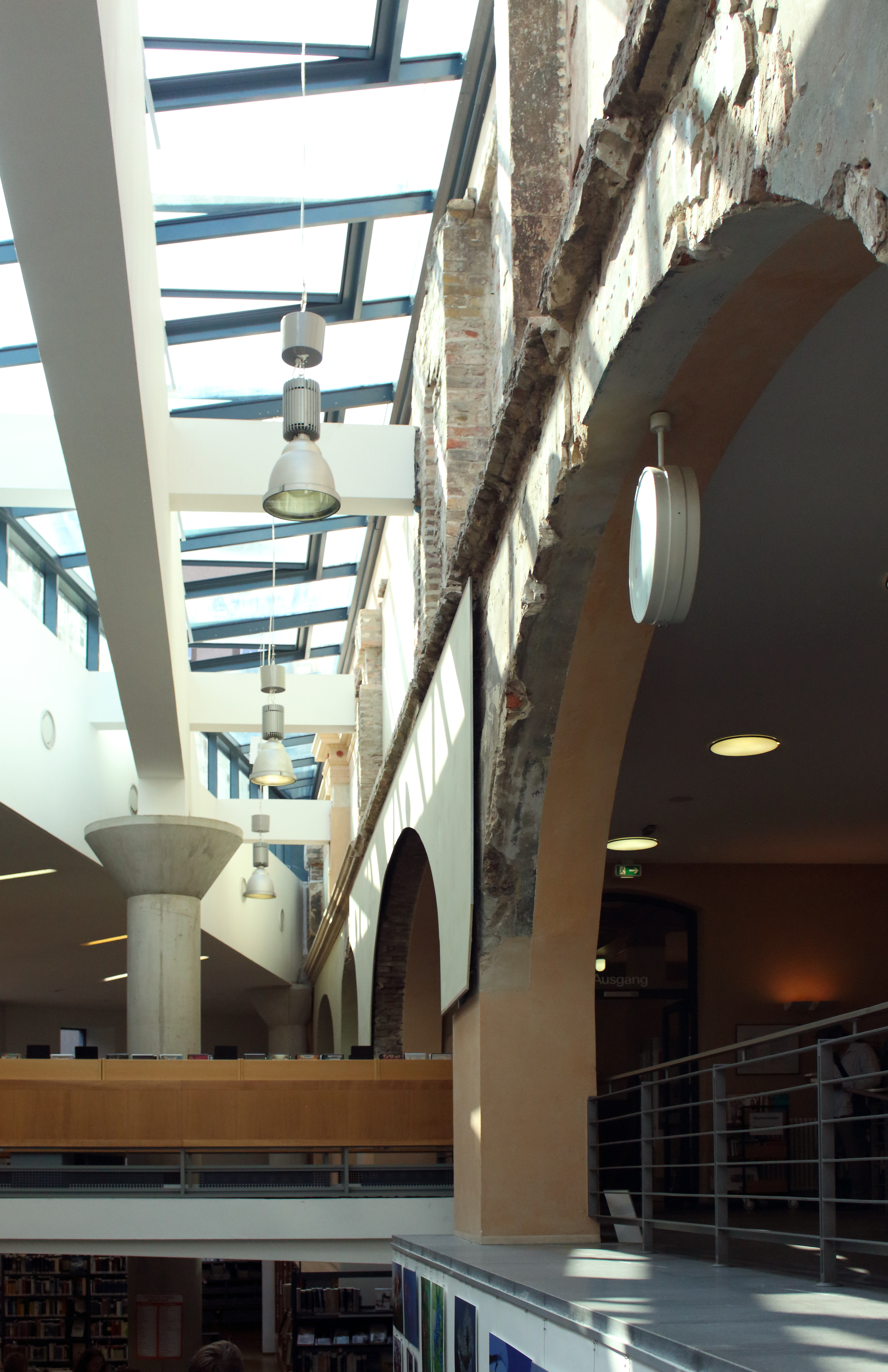
Innenraum der Bibliothek mit Überresten des Festsaals

Die Geschichte des Grundstücks geht auf das Jahr 1760 zurück, als hier eine Heilquelle entdeckt wurde und ein Bad um die Quelle herum entstand. Seit 1809 ist der Name Luisenbad gebräuchlich.
Die Gebäude der heutigen Bibliothek entstanden als Vergnügungs- und Ausflugszentrum im damals ländlich geprägten Gesundbrunnen. 1874 gründete der Unternehmer Ernst Gustav Otto Oscholinski das Marienbad, einen Komplex aus Schwimmbad, Restaurant, Café und Biergarten. 1885 erwarb der Bauunternehmer Carl Galuschki das Gelände und ließ 1888 vor dem Festsaal das „Vestibül“ errichten. Die Bebauung des Geländes entstand dabei nacheinander und in einzelnen Abschnitten: wenn immer das bestehende Gelände genug Geld erwirtschaftet hatte, wurde dieses in einen weiteren Anbau investiert. Schließlich wurden sie als Theater genutzt. Ende des 19. Jahrhunderts war die Stadt mit ihrer Bebauung bis an das Marienbad herangewachsen. Nun entstand hier ein Musikcafé und später ein Kino. Die eigentliche Badeanstalt wurde 1945 fast vollständig von den Bomben des Zweiten Weltkriegs zerstört.
In den späten 1970er Jahren sollten die direkt an der Straße liegenden Wohnhäuser auf dem Gelände saniert, die ehemaligen Vergnügungslokalitäten im hinteren Teil des Geländes abgerissen werden. Die Abrissarbeiten hatten bereits begonnen. Einige Gebäude des Vergnügungskomplexes, darunter das Kino bzw. der ehemalige große Festsaal, wurde 1982 ganz abgerissen, andere Teile waren bereits durch Abrissbirnen abgetragen worden. Erst durch Eingreifen und Protest lokaler Bürgerinitiativen und Denkmalschützer blieb es erhalten.
Die CDU-Fraktion im Berliner Abgeordnetenhaus drängte Anfang 1984 auf eine Nutzung als Bibliothek. Aus einem Entwurfs-Wettbewerb gingen die Architektin Rebecca Chestnutt und der Architekt Robert Niess 1988 als Sieger hervor, gründeten das gemeinsame Architekturbüro Chestnutt_Niess und machten sich an die Umsetzung ihrer Ideen. So wurde in den Jahren 1991 bis 1995 das Gebäude baulich wieder nutzbar gemacht. Im November 1995 erfolgte die Eröffnung der Bibliothek. 1996 erhielten die Architekten den Anerkennungspreis des BDA Berlin / Anerkennung für ihren Umbau.
Mit der Auflösung der Jerusalem-Jugendbibliothek im Haus der Jugend am Nauener Platz und der Übersiedlung der Bestände in die Bibliothek am Luisenbad erhielt die Bibliothek Ende der 2000er auch eine große Abteilung für Kinder.

## Lage
Die Bibliothek liegt zwischen der Panke und der Travemünder Straße und ist Teil des Denkmalkomplexes Zentrum Gesundbrunnen. Nahe gelegen ist die Badstraße, diese wird von Kleingewerbe, insbesondere Imbissbuden und Spielhallen sowie einer Trinker- und Drogenszene geprägt. Die Bibliothek selbst befindet sich einen Schritt von der Badstraße entfernt in einem grünen öffentlichen Raum neben der Panke. Durch ihre relative Abgeschiedenheit von der belebten Badstraße kann man sie zwar als eine Art Oase betrachten, gleichzeitig ist die Bibliothek aufgrund ihrer Abgetrenntheit vom Straßenbild leicht zu übersehen.

## Gebäude

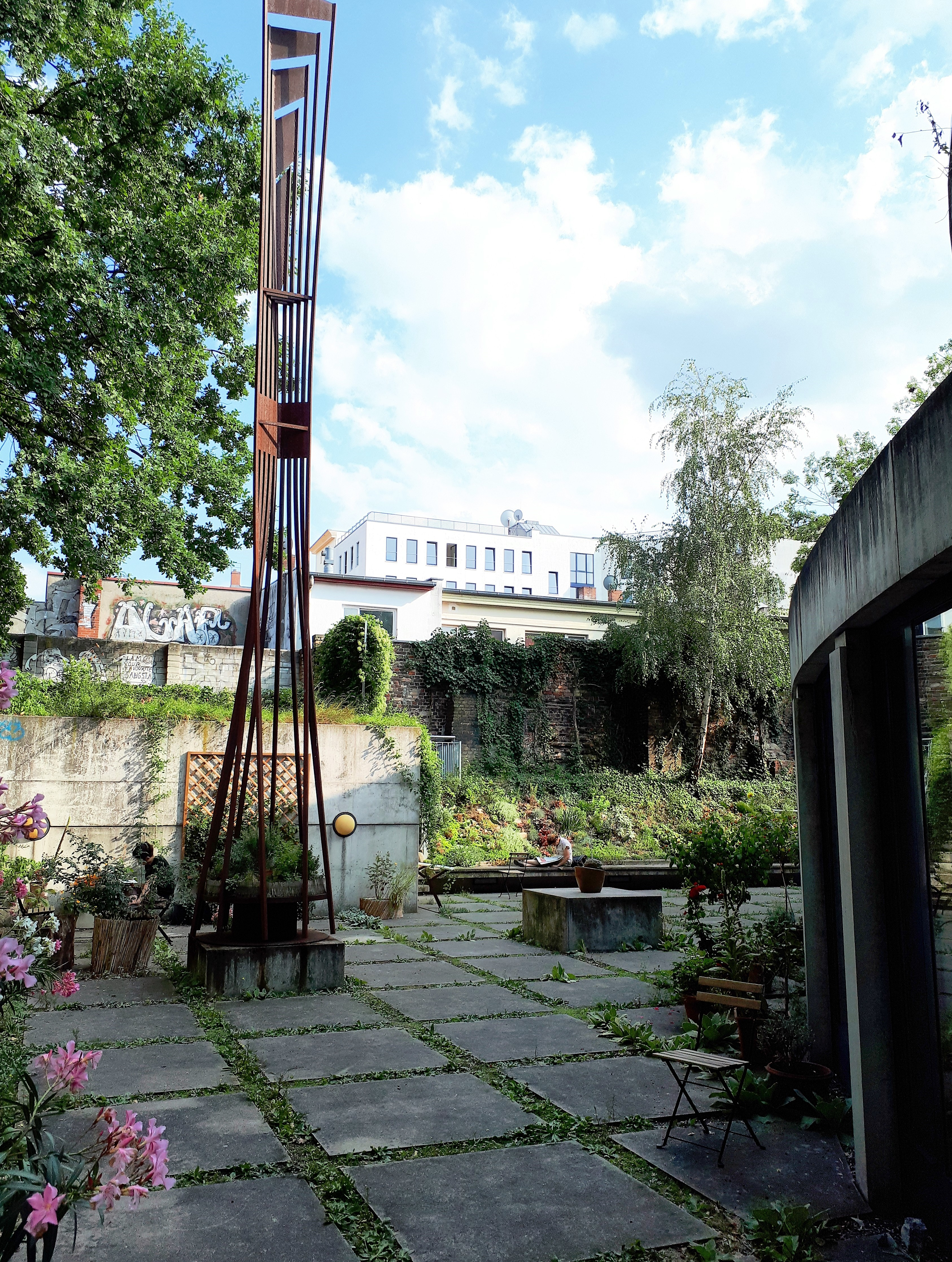
Garten der Luisenbibliothek

Die Bibliothek besteht aus mehreren Gebäuden, von denen einige Umnutzungen der historischen Vergnügungslokalitäten aus dem 19. Jahrhundert sind, anderen für die Bibliothek erreichte Neubauten der 1990er. Historisch erhalten geblieben sind das „Vestibül“ und das „Comptoir“, die jeweils mit einem Neubau ausgestattet und unterirdisch verbunden wurden. Entgegen ersten Planungen sind die beiden Gebäude nicht durch eine Brücke verbunden, sondern durch unterirdische Neubauten, sodass die historische Durchwegung zwischen beiden Gebäuden erhalten blieb.
Das Z-förmige Comptoir ist ein ehemals alleinstehender Anbau, der ursprünglich als Wohn- und Verwaltungsgebäude errichtet wurde. Ähnlich wie im Vestibül auch werden die Fassaden durch farbige Klinker geschmückt, die beim Comptoir allerdings in geometrischen Mustern aus Rot, Gelb und Weiß angeordnet sind.
Der Eingangsbereich befindet sich im Erdgeschoss des Vestibüls. Dort steht die Plastik Mädchen mit Buch (1958) der Berliner Bildhauerin Ursula Hanke-Förster (1924–2013). Der Großteil der Bücher befindet sich in dem unterirdischen Geschoss, das mit großen Dachfenstern und Tageslichtssysteme mit Licht versorgt wird. Das Untergeschoss ist über eine Rampe zugänglich. Im Comptoir ist die Verwaltung der Bibliothek untergebracht. Um das Vestibül herum ist ein Skulpturengarten entstanden, der im Sommer auch als Lesegarten genutzt wird.
Heute leidet die Bibliothek allerdings unter den kaum vorhandenen Mitteln für den Erhalt des Gebäudes. So ist nach Angabe des Architekten die Außenanlage zwischen 1995 und 2011 nicht ein einziges Mal gepflegt worden. Auch gab es beispielsweise Probleme mit hereinregnendem Wasser. Die Oberlichter wurden mehrfach mutwillig zerstört und sind mittlerweile durch Metallkäfige geschützt.

### Vestibül
Das Vestibül ist das ehemalige Eingangsgebäude des Kinos im Marienbad. Das Vestibül ist ein 1888 errichteter zweigeschossiger Bau im Stil der Neorenaissance. Der Eingangsbereich wird durch eine reich verzierte Giebelwand betont. In seinem Inneren wurde das Gebäude 1907 ausgemalt. Als Veranstaltungsraum dient der Puttensaal im ersten Stock des Vestibüls, ein 1912/1913 eingerichteter Festsaal mit Stuck, in dem zwei große Klaviere installiert sind. An das Vestibül wurde 1905 die „Kaffee-Küche“ angebaut. Damals eine Ausflugslokalität zu der die Berliner ihren eigenen Kaffee mitbringen konnten. Das Haus ist auffallend mit farbigen Klinkern geschmückt, wie sie typisch für Bauten Galuschkis waren. Besonders auffallend ist hier die aus Klinkern gebildete Inschrift „KAFÉ-KÜCHE“.

### Bibliothekssaal

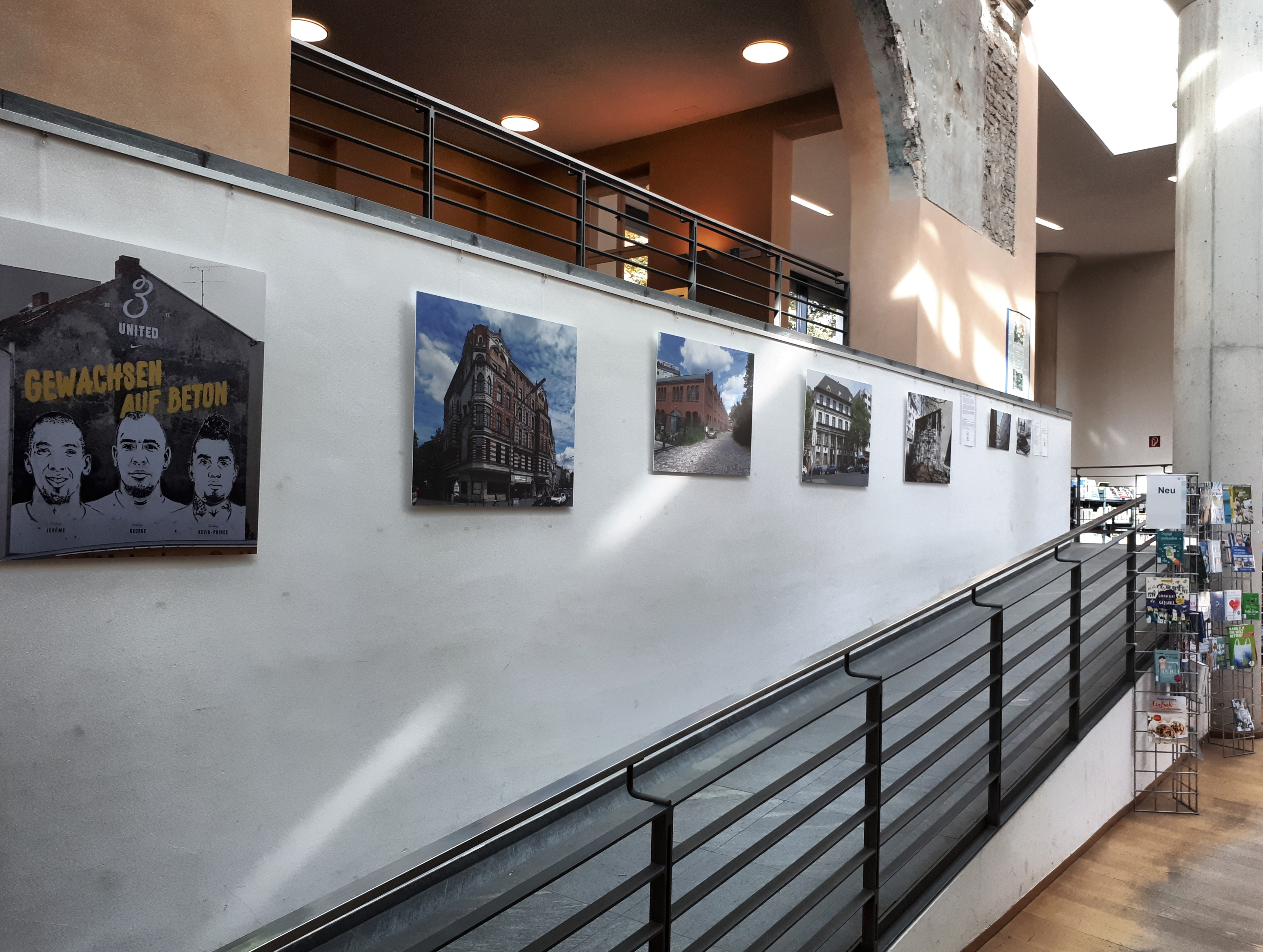
Rampe mit Bildern der WikiWedding Ausstellung 2018

Die Bibliothek ist über eine geschwungene Rampe und einen Fahrstuhl erschlossen. Die Rampe soll dabei bewirken, dass die Nutzer langsamer als bei einer Treppe in den eigentlichen Bibliotheksbereich kommen und auch eher nach vorne, denn auf ihre Füße schauen. Die Wand der Rampe wird gerne für Ausstellungen genutzt. Beim Bau sollte die andächtige Atmosphäre einer wissenschaftlichen Bibliothek vermieden werden. Ein Lesesaal im klassischen Sinne existiert nicht, wohl aber mehrere abgesetzte Bereiche, in denen gelesen werden kann. Die Architekten orientierten sich stattdessen an einer großen Buchhandlung und wollten beispielsweise die Bedingungen für einen „gewissen Geräuschpegel“ schaffen, damit die Bibliothek einladender und weniger abschreckend wirkt. Teil des Konzeptes war auch die Schaffung eines Eingangsbereiches, in dem die Bücher wie in einer Buchhandlung präsentiert werden. Auffallend ist die Ausrichtung auf den Bauzweck auch dadurch, dass zahlreiche Möbel gleichzeitig in das Gebäude integriert und so beispielsweise einzelne Regale gleichzeitig tragende Elemente des Baus sind.